# Panzerwaffe

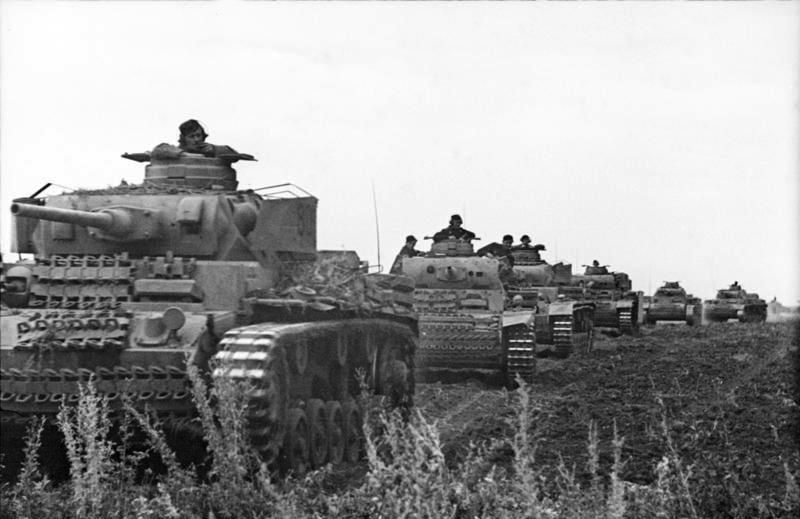
Deutsche Panzerkolonne (Pz Kpfw III), Juni 1943

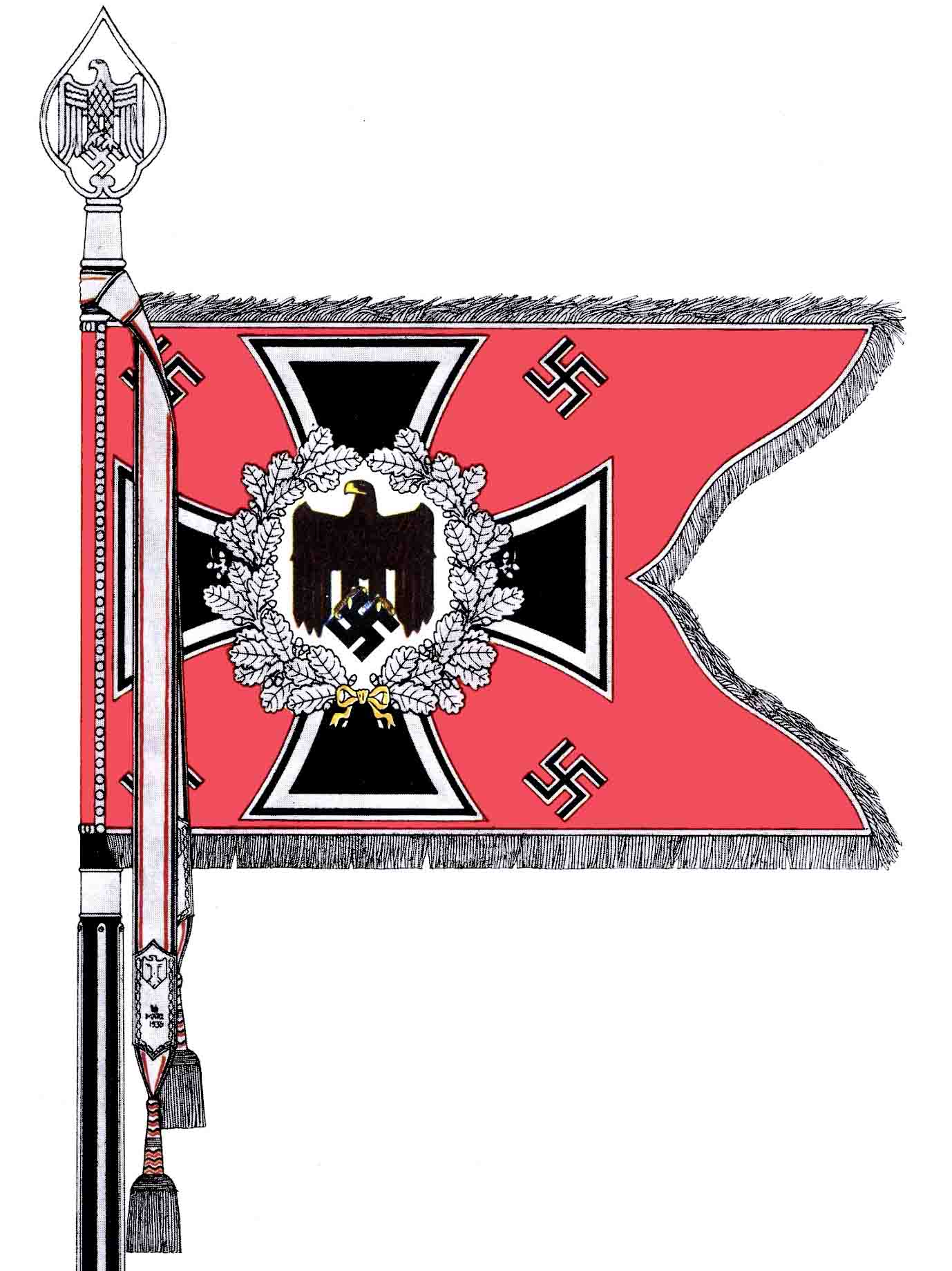
Standarte eines Panzerverbandes der Wehrmacht

Panzerwaffe war in der deutschen Wehrmacht bis 1945 die allgemeine Bezeichnung für Panzerkampfwagen, Kampfpanzer, Schützenpanzer oder in der öffentlichen Wahrnehmung auch einfach nur Panzer. Damit wurde aber auch das Hauptwaffensystem der Panzertruppe bezeichnet.
In der deutschen Bundeswehr wird das am stärksten gepanzerte und am flexibelsten bewaffnete Waffensystem der Panzertruppe als Kampfpanzer bezeichnet.